# ビートルズ '65
『ビートルズ '65』（Beatles '65） は、1964年12月15日にアメリカで発売されたビートルズの6作目のアルバムである。『ビートルズ '65』はLPとしては日本でリリースされなかったが、8トラックのカートリッジ・テープや初期のカセット・テープとして発売されていた。

## 解説
本作はキャピトル・レコードが『ビートルズ・フォー・セール』を改変した作品で、一部収録曲をカットし、アメリカで発売された『ハード・デイズ・ナイト』で未収録となっていた「アイル・ビー・バック」と、シングル曲「アイ・フィール・ファイン」と「シーズ・ア・ウーマン」を追加収録した作品となっている。『ビートルズ・フォー・セール』収録曲のうち、本作への未収録曲は『ビートルズ VI』に収録された。
アルバム・タイトル、ジャケットなどが英国オリジナル盤と同様のキャピトル編集盤『Rubber Soul (Capitol)』、キャピトル編集盤『Revolver (Capitol)』と共に、2004年リリースのボックス・セット『ザ・ビートルズ '64 BOX』（『THE CAPITOL ALBUMS VOL. 1』)に収録され、約34年ぶりに日本で復活することとなった。
『ビルボード』誌のTop LPsチャートでは、9週連続第1位を獲得。アメリカだけで300万枚以上のセールスを記録している。

## 収録曲
特記がない限り、『ビートルズ・フォー・セール』からの収録。作詞作曲について特記がないものは、レノン＝マッカートニーによるもの。
| #         | タイトル                                                      | 作詞・作曲             | リード・ボーカル                      | 時間  |
| --------- | ------------------------------------------------------------- | ---------------------- | ------------------------------------- | ----- |
| 1.        | 「ノー・リプライ」(No Reply)                                  |                        | ジョン・レノン                        | 2:15  |
| 2.        | 「アイム・ア・ルーザー」(I'm A Loser)                         |                        | ジョン・レノン                        | 2:31  |
| 3.        | 「ベイビーズ・イン・ブラック」(Baby's In Black)               |                        | ジョン・レノン ポール・マッカートニー | 2:04  |
| 4.        | 「ロック・アンド・ロール・ミュージック」(Rock And Roll Music) | チャック・ベリー       | ジョン・レノン                        | 2:31  |
| 5.        | 「アイル・フォロー・ザ・サン」(I'll Follow The Sun)           |                        | ポール・マッカートニー                | 1:49  |
| 6.        | 「ミスター・ムーンライト」(Mr. Moonlight)                     | ロイ・リー・ジョンソン | ジョン・レノン                        | 2:38  |
| 合計時間: | 合計時間:                                                     | 合計時間:              | 合計時間:                             | 13:48 |

| #         | タイトル                                           | 作詞・作曲         | リード・ボーカル       | 時間  |
| --------- | -------------------------------------------------- | ------------------ | ---------------------- | ----- |
| 1.        | 「ハニー・ドント」(Honey Don't)                    | カール・パーキンス | リンゴ・スター         | 2:57  |
| 2.        | 「アイル・ビー・バック」(I'll Be Back)             |                    | ジョン・レノン         | 2:24  |
| 3.        | 「シーズ・ア・ウーマン」(She's A Woman)            |                    | ポール・マッカートニー | 3:03  |
| 4.        | 「アイ・フィール・ファイン」(I Feel Fine)          |                    | ジョン・レノン         | 2:20  |
| 5.        | 「みんないい娘」(Everybody's Trying to Be My Baby) | カール・パーキンス | ジョージ・ハリスン     | 2:26  |
| 合計時間: | 合計時間:                                          | 合計時間:          | 合計時間:              | 13:10 |

## クレジット
ビートルズ
- ジョン・レノン - リズムギター、ハーモニカ（「アイム・ア・ルーザー」）、ボーカル、リードギター（「アイ・フィール・ファイン」）、タンバリン（「みんないい娘」）
- ポール・マッカートニー - ベース、ボーカル、アコースティック・ギター（「アイル・フォロー・ザ・サン」）、ピアノ（「シーズ・ア・ウーマン」）、ハモンドオルガン（ミスター・ムーンライト）
- ジョージ・ハリスン - リードギター、バッキング・ボーカル、アコースティック・ギター、リード・ボーカル（「みんないい娘」）、アフリカンドラム（「ミスター・ムーンライト」）
- リンゴ・スター - ドラム、パーカッション、リード・ボーカル（「ハニー・ドント」）

制作
- ジョージ・マーティン - ピアノ（「ノー・リプライ」「ロック・アンド・ロール・ミュージック」）、プロデュース

## チャート成績・認定

### チャート成績
| チャート (1964年)             | 最高位 |
| ----------------------------- | ------ |
| US Billboard Top LPs          | 1      |
| 西ドイツ (Offizielle Top 100) | 9      |

### 認定
| 国/地域                    | 認定        | 認定/売上数 |
| -------------------------- | ----------- | ----------- |
| カナダ (Music Canada)      | Platinum    | 100,000^    |
| アメリカ合衆国 (RIAA)      | 3× Platinum | 3,000,000^  |
| ^ 認定のみに基づく出荷枚数 |             |             |